# 빌라 지우스티 휴전 협정

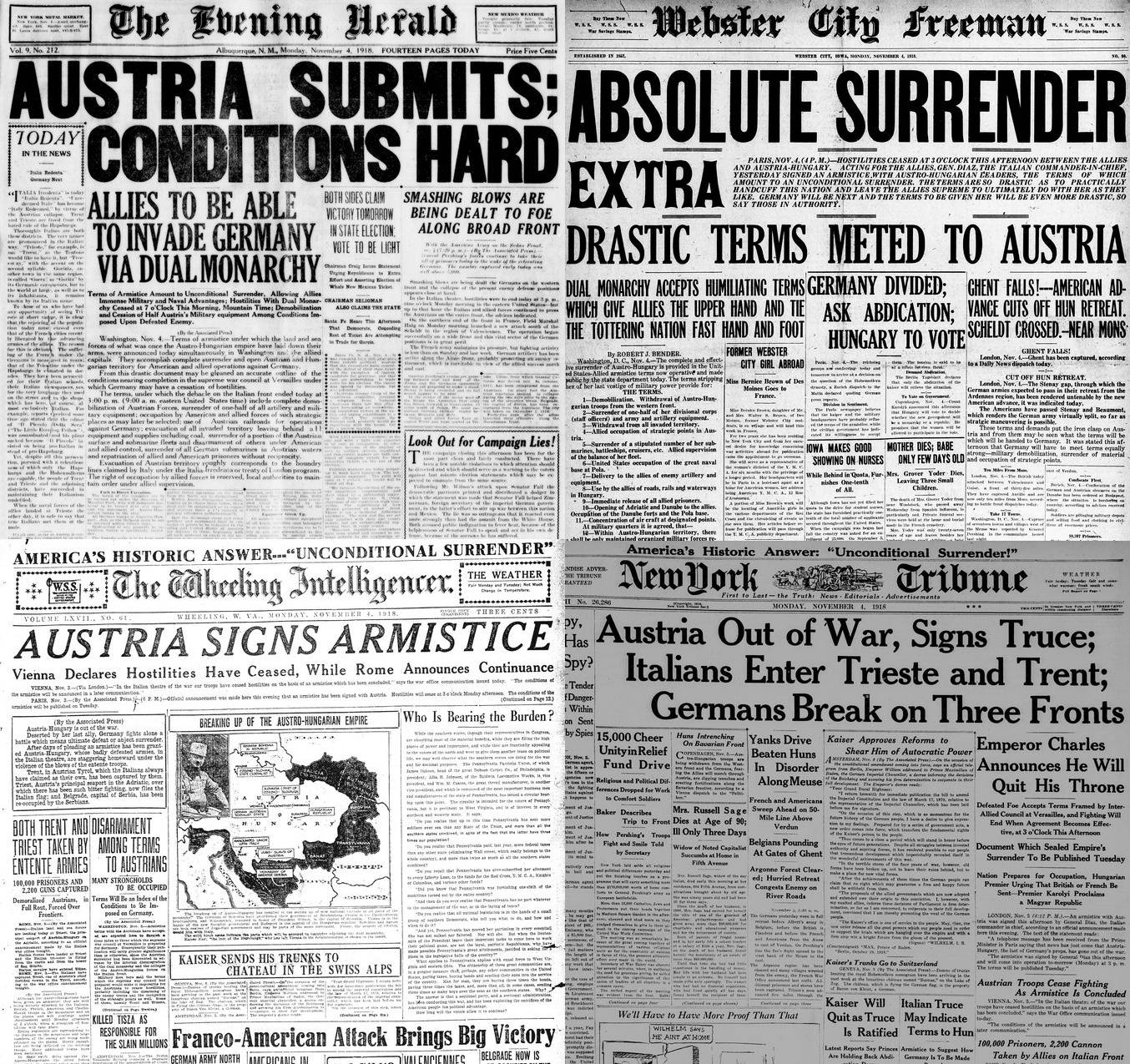
1918년 11월 4일, 오스트리아-헝가리가 제1차 세계 대전에서 탈퇴하는 것에 대한 미국 언론의 보도

빌라 지우스티 휴전 협정(영어: Armistice of Villa Giusti 또는 영어: Padua Armistice)은 제1차 세계 대전 중 연합국과 오스트리아-헝가리 간의 전쟁을 사실상 종식시킨 오스트리아-헝가리와의 휴전 협정이다. 이탈리아가 연합국을 대표했다. 이 휴전 의정서는 추가 의정서와 함께 1918년 11월 3일 이탈리아 북부 베네토주의 파도바 외곽 빌라 지우스티에서 서명되었으며, 24시간 후에 발효되었다. 이 휴전 협정은 헝가리가 나중에 별도의 베오그라드 휴전 협정에 서명했기 때문에 오스트리아에만 적용되었다.

## 배경
1918년 10월 말, 오스트리아-헝가리 육군은 너무 지쳐서 지휘관들이 휴전을 요청했다. 1918년까지 오스트리아-헝가리 제국은 민족 간의 갈등으로 분열되고 있었고, 이중군주국이 살아남으려면 전쟁에서 철수해야 했다.
비토리오 베네토 전투의 마지막 단계에서 교착 상태에 도달했고, 오스트리아-헝가리 군대는 혼란스러운 철수를 시작했다. 10월 28일, 오스트리아-헝가리는 이탈리아에 휴전을 요청했다.
그들은 휴전 협정문에 서명하는 것을 망설였다. 이탈리아는 오스트리아에 11월 3일 00:00시까지 이를 수락할 것을 요구했고, 오스트리아는 그렇게 했다.
그것은 다음 날 발효되었다.
그 동안 이탈리아인들은 트렌토와 우디네에 도달했고, 트리에스테에 상륙했으며, 가능한 한 많은 포로들을 확보하는 것을 목표로 삼았다. 그들은 약 380,000명의 오스트리아-헝가리군 포로를 얻었다. 그 중 30,000명은 전쟁 포로 생활 중 사망했다.

## 조항
휴전은 11월 4일 15:00에 시작될 예정이었지만, 오스트리아-헝가리 최고 사령부는 11월 3일에 일방적으로 군대에 전투 중단을 명령했다.
휴전 협정은 오스트리아-헝가리 군대가 1914년 8월 이후 점령한 모든 영토뿐만 아니라 남티롤, 타르비시오, 이손초 계곡, 고리치아, 트리에스테, 이스트라반도, 서부 크란스카, 달마티아의 일부를 철수하도록 요구했다. 모든 독일군은 15일 이내에 오스트리아-헝가리에서 추방되거나 억류되었으며, 연합국은 오스트리아-헝가리의 내부 통신을 무제한으로 사용할 수 있었다. 오스트리아-헝가리는 또한 삼국협상 군대가 남쪽에서 독일로 이동하는 것을 허용해야 했다. 1918년 11월, 이탈리아 육군은 20,000명에서 22,000명의 병력으로 인스브루크와 모든 북티롤을 점령하기 시작했다.
전쟁 후 이탈리아는 비밀 런던 조약에 따라 남티롤(현재 트렌티노알토아디제주)과 트리에스테, 오스트리아 연안 지대, 달마티아의 일부(자다르, 라스토보섬, 팔라그루자섬)를 합병했다.

## 서명자

### 이탈리아
- 테넨테 제네랄 피에트로 바돌리오
- 마조르 제네랄 스키피오네 스키피오니
- 콜로넬로 툴리오 마르케티
- 콜로넬로 피에트로 가체라
- 콜로넬로 피에트로 마라비냐
- 콜로넬로 알베르토 파리아니
- 카피타노 디 바셸로 프란체스코 아치니

### 오스트리아-헝가리
- 제네랄 빅토르 베버 에들러 폰 베베나우
- 오버스트 카를 슈넬러
- 프레가텐카피탄 요하네스 프린츠 폰 운트 추 리히텐슈타인
- 오버스트로이트난트 J.V. 니크헤기
- 코르베텐카피탄 게오르크 리터 폰 츠비에르코프스키
- 오버스트로이트난트 i.G. 빅토르 프라이헤어 폰 자일러
- 하우프트만 i.G. 카밀로 루게라

## 같이 보기
- 볼레티노 델라 비토리아, 이탈리아 육군 총사령관 아르만도 디아츠의 승전 연설
- 생제르맹앙레 조약, 그 결과로 나온 조약
- 트리아농 조약, 헝가리의 평화 조약